# Przejazd dla rowerów

Znak D-6a „Przejazd dla rowerzystów”

Znak D-6b „Przejście dla pieszych i przejazd dla rowerzystów”

Znak poziomy P-11
oznaczający miejsce przejazdu dla rowerzystów

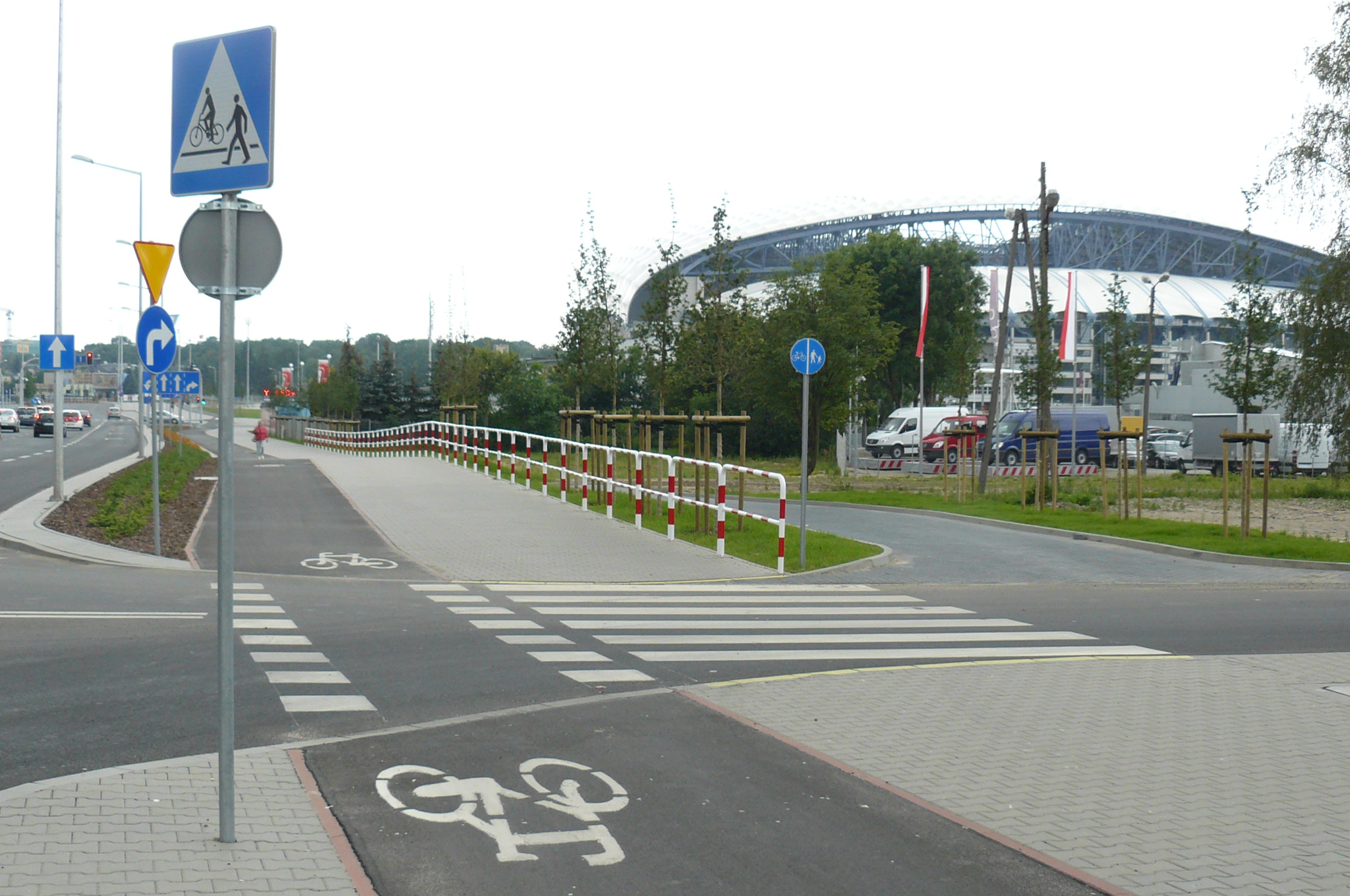
Przejazd dla rowerzystów w Poznaniu z oznaczony znakiem D-6b i oznaczeniem poziomym P-11.

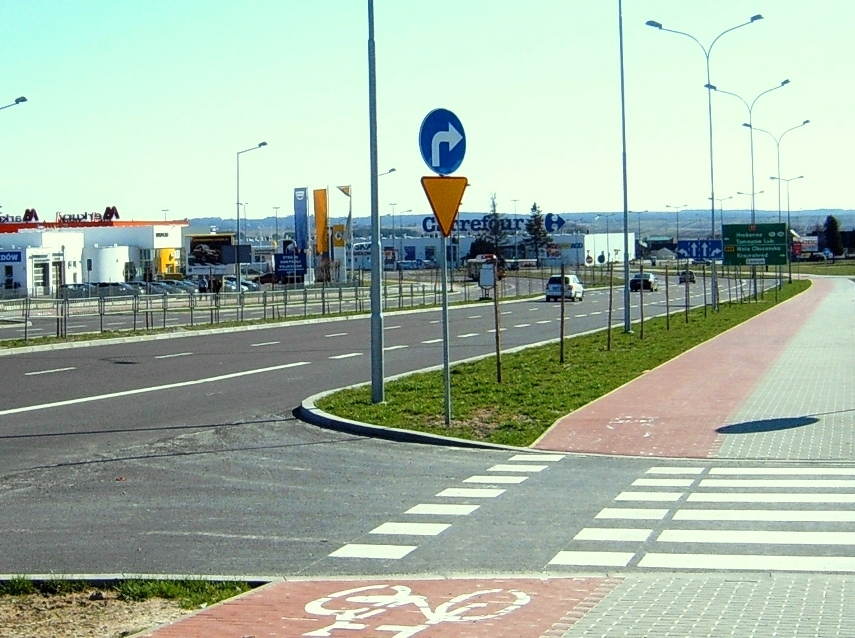
Przejazd dla rowerzystów w Zamościu

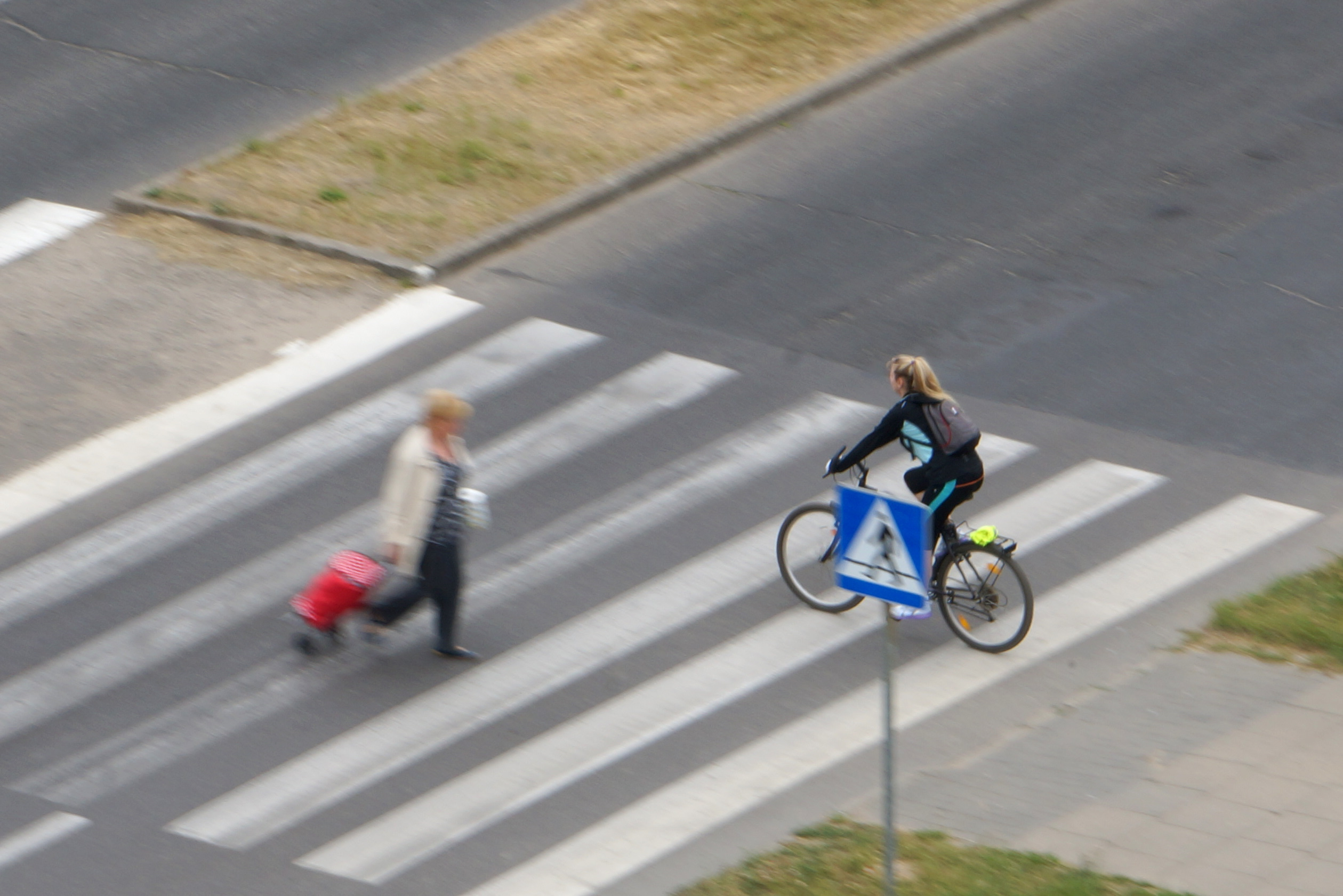
Nieuprawniony przejazd rowerzysty przez przejście dla pieszych, za co grozi mandat w wysokości 100 zł

Przejazd dla rowerów (wcześniej przejazd dla rowerzystów) – powierzchnia jezdni lub torowiska przeznaczona do przekraczania tych części drogi przez osoby kierujące rowerami, hulajnogami elektrycznymi i urządzeniami transportu osobistego oraz osoby poruszające się przy użyciu urządzenia wspomagającego ruch, oznaczona odpowiednimi znakami drogowymi.
Stosowany w miejscach, gdzie droga rowerowa lub pas rowerowy przecina poprzeczną jezdnię.

## Przepisy w Polsce
Kierujący pojazdem, zbliżając się do przejazdu dla rowerów, jest obowiązany zachować szczególną ostrożność i ustąpić pierwszeństwa rowerowi znajdującemu się na przejeździe.
Kierujący pojazdem, który skręca w drogę poprzeczną, jest obowiązany zachować szczególną ostrożność i ustąpić pierwszeństwa rowerzyście jadącemu na wprost po jezdni, pasie ruchu dla rowerów, drodze dla rowerów lub innej części drogi, którą zamierza opuścić.
Włączanie się do ruchu następuje przy rozpoczynaniu jazdy po postoju lub zatrzymaniu się niewynikającym z warunków lub przepisów ruchu drogowego oraz przy wjeżdżaniu [...] na jezdnię lub pobocze z drogi dla rowerów, z wyjątkiem wjazdu na przejazd dla rowerów lub pas ruchu dla rowerów.
Kierującemu pojazdem zabrania się wyprzedzania innego pojazdu na przejeździe dla rowerów i bezpośrednio przed nim, z wyjątkiem przejazdu, na którym ruch jest kierowany.
Kierujący pojazdami, przejeżdżając przez drogę dla rowerów poza jezdnią, są obowiązani ustąpić pierwszeństwa rowerzyście poruszającemu się drogą dla rowerów. Pieszy, przechodząc przez drogę dla rowerów, jest obowiązany ustąpić pierwszeństwa rowerzyście poruszającemu się drogą dla rowerów. W przypadku korzystania z przejścia dla pieszych na drodze rowerowej pieszemu nie wolno wchodzić pod nadjeżdżający pojazd, ale ma pierwszeństwo przed rowerzystą, kiedy znajduje się na przejściu lub na nie wchodzi.
Przejazd dla rowerów jest kontynuacją drogi rowerowej przez jezdnię.
W niektórych przypadkach pierwszeństwo rowerzysty reguluje się znakami drogowymi.
Rowerzysta jadący jezdnią może po uprzednim zasygnalizowaniu zmiany kierunku jazdy i upewnieniu się, iż manewr nie zagraża bezpieczeństwu jego i innych oraz nie łamie żadnych innych przepisów, wjechać bezpośrednio z jezdni na przejazd dla rowerów, kontynuując dalszą jazdę specjalnie wyznaczoną trasą.

### Wcześniejsze przepisy
Kwestia pierwszeństwa przejazdu kiedy rowerzysta dojeżdża do przejazdu w sytuacjach innych niż zawarte w art. 27 ust. 1a PoRD nie jest jasno określona. Kierujący pojazdem, dojeżdżając do drogi z pierwszeństwem, nie ma obowiązku ustąpienia pierwszeństwa przejazdu rowerzyście dojeżdżającemu do przejazdu drogi dla rowerów biegnącej wzdłuż drogi z pierwszeństwem. Zgodnie z Rozporządzeniem Ministrów Infrastruktury oraz Spraw Wewnętrznych i Administracji z dnia 31 lipca 2002 r. w sprawie znaków i sygnałów drogowych (Dz.U. z 2019 r. poz. 2310) znak A-7 nakazuje ustąpienia pierwszeństwa przejazdu pojazdom poruszającym się drogą z pierwszeństwem. Jednakże znak ten dotyczy tylko najbliższej jezdni. Droga dla rowerów nie jest jezdnią. Z kolei znak D-1 informujący o drodze z pierwszeństwem zwykle ustawiany jest pomiędzy jezdnią a drogą dla rowerów, który zgodnie z § 2 ust. 1 powyższego rozporządzenia dotyczy tylko kierujących jezdnią. Znaki regulujące pierwszeństwo przejazdu nie dotyczą więc przejazdów dla rowerzystów (zarówno w obrębie skrzyżowania, jak i poza nim). Wydaje się, że zastosowanie ma tutaj reguła prawej ręki, a więc rowerzysta miałby ustępować pierwszeństwa pojazdowi dojeżdżającemu do przejazdu, jeśli znajduje się z prawej strony. Jednakże na kierowcy ciąży obowiązek zastosowania się do znaku D-6a/b: „Kierujący pojazdem zbliżający się do miejsca oznaczonego znakiem D-6, D-6a albo D-6b jest obowiązany zmniejszyć prędkość tak, aby nie narazić na niebezpieczeństwo pieszych lub rowerzystów znajdujących się w tych miejscach lub na nie wchodzących lub wjeżdżających”. Wynika z tego, że kierowca musi podjąć czynności, które będą umożliwiały zastosowanie się do obowiązku ustąpienia pierwszeństwa rowerzyście na przejeździe. Obecnie trwają prace nad nowelizacją rozporządzenia, by wyeliminować obecną niejasność w przepisach w sposób, by ustąpienie pierwszeństwa ciążyło na kierującym jadącym jezdnią drogi podporządkowanej.
Kwestia pierwszeństwa rowerzystów została sprecyzowana w Konwencji Wiedeńskiej, ratyfikowanej przez Radę Państwa PRL 24 lutego 1988 r., w której jest zapis:
Art 16 ust. 2:
„Podczas wykonywania manewru zmiany kierunku ruchu kierujący – nie naruszając postanowień artykułu 21 niniejszej konwencji dotyczących pieszych – jest obowiązany przepuścić pojazdy jadące z przeciwnego kierunku na jezdni, którą zamierza opuścić, oraz rowery i motorowery jadące po drogach dla rowerów, przecinających jezdnię, na którą zamierza wjechać.”